# Зимняя классика НХЛ 2011
Четвёртый матч «Зимней классики», в рамках регулярного чемпионата НХЛ 2010-2011, состоялся 1 января 2011 года в Питтсбурге на открытой площадке «Хайнц-филд» между командами «Питтсбург Пингвинз» и «Вашингтон Кэпиталз».
Этот матч рассматривался специалистами и болельщиками как очередное противостояние капитанов команд — Сидни Кросби и Александра Овечкина. Однако во время игры ни тот, ни другой не сумели себя проявить.
Матч проходил в тяжёлых погодных условиях. Практически всю игру шёл дождь.
Завершился матч победой «Вашингтона» 3-1. Лучшим игроком был признан вратарь столичной команды Семён Варламов.
Для Питтсбурга эта игра была вторым матчем «Зимней классики» после встречи с «Баффало Сейбрз» в 2008 году.

## Стадион
Футбольный стадион «Хайнц-филд» является домашней ареной команды НФЛ — «Питтсбург Стилерз». Расположен в Питтсбурге, штат Пенсильвания, открыт 18 августа 2001 года и вмещает 65 050 зрителей.

## Униформа
Для матча «Зимней классики 2011» компания «Рибок» для каждой из команд выпустила комплект винтажной формы. «Питтсбург» выступал в форме темно-синего цвета основанной на форме 1970-х годов, «Вашингтон» — в форме сезона 1974—1975.

## Перенос времени игры и изменение в правилах
Первоначально старт матча планировался в 13:00 по местному времени, однако из-за сильного дождя в Питтсбурге, начало матча было перенесено на более поздний срок. Так в планах у НХЛ был перенос матча на 2 января и даже отмену «Зимней классики». Стартовый свисток прозвучал в 20:00. Однако в течение всего матча шёл дождь, в связи с чем в середине третьего периода команды поменялись воротами.

## Ход матча
Началась игра с незначительным преимуществом Пингвинз. Хозяева в первом периоде успели поиграть в большинстве и нанесли больше бросков по воротам (16 против 12-ти у гостей). Каждая из команд отметилась попаданием в каркас ворот, но по итогам первого периода счет все ещё был нулевым. Главным же событием периода можно назвать драку, в которой поучаствовали Майкл Рапп и Джон Эрскин – впрочем, победитель в этом противостоянии так и не был выявлен.
Во втором периоде болельщики увидели более атакующий хоккей. Чуть более чем через две минуты после старта игрового отрезка Крис Летанг пасом поймал на смене защиту вашингтонцев, а Евгений Малкин уверенно переиграл другого россиянина – Семена Варламова, выведя Пингвинз вперед. Впрочем, лидировали «Пенс» недолго – уже через четыре минуты опытнейший Майк Кнубл сравнял счет, протолкнув шайбу между щитков вратаря «Пингвинов» Марка-Андре Флери. Флери стал антигероем встречи, а Кэпиталз сполна воспользовались его проблемами с игрой за воротами: через несколько минут после гола Малкина его неудачный выход из ворот чудом не завершился голом – прервавший передачу вратаря Маркус Юханссон отдал пас Джейсону Чимере, но тот не смог попасть в абсолютно пустые ворота. А вскоре все тот же Йоханссон повторил трюк, обокрав Флери и снабдив отличной передачей Эрика Фера. Тот был точен и «Столичные» повели – 2:1. На последних секундах периода лидер «Пингвинов» Сидни Кросби столкнулся с Дэвидом Стеккелом и некоторое время не мог подняться со льда, но свисток судьи промолчал.
В третьем периоде в игру вмешалась погода – пошёл дождь, которого так боялись организаторы матча.
Для Кэпиталз дождь был не помехой, хотя ожидаемое игровое преимущество было на стороне «Пенс», звено Чимера –Йоханссон – Фер продолжало терризорировать оборону соперников и снова добилось успеха. Чимера отличным пасом отрезал защиту «Пингвинов» и вывел Фера на рандеву с Флери. Бросок под перекладину был выполнен безупречно. За восемь минут до конца встречи задача отыграться для клуба из стального города перешла из разряда не очень простых в разряд труднодостижимых. За несколько минут до конца третьего периода капитан столичного клуба Александр Овечкин за воротами столкнулся с Флери, после чего отправил шайбу в ворота Пингвинз. Судья гол отменил, но ни удаления Овечкину за атаку вратаря, ни штрафа Флери за задержку соперника руками не последовало.
На последней секунде игры перед вбрасыванием произошло несколько стычек с участием практически всех игроков, которые были на льду в тот момент. Особенно усердствовали вингер «Пингвинов» Кунитц и форвард «Столичных» Овечкин, но судьи не вынесли никаких дисциплинарных вердиктов.
| 1 января 2011 | Питтсбург Пингвинз | 1 : 3 (0:0, 1:2, 0:1) | Вашингтон Кэпиталз | Хайнц-филд - Питтсбург |

| Отчёт                  | Отчёт | Отчёт                                                | Отчёт | Отчёт                                                                    |
| ---------------------- | ----- | ---------------------------------------------------- | ----- | ------------------------------------------------------------------------ |
|                        |       |                                                      |       |                                                                          |
|                        |       |                                                      |       | Судьи: Пол Деворски Стивен Уолком Линейные судьи: Дерек Амелл Пьер Шампу |
|                        |       |                                                      |       |                                                                          |
| Евгений Малкин - 22:13 |       | 26:54 - Майк Кнубл 34:45 - Эрик Фер 51:59 - Эрик Фер |       |                                                                          |
|                        |       |                                                      |       |                                                                          |
|                        |       |                                                      |       |                                                                          |
|                        |       |                                                      |       |                                                                          |
|                        |       |                                                      |       |                                                                          |
|                        |       |                                                      |       |                                                                          |

## Составы команд
| Питтсбург Пингвинз | Питтсбург Пингвинз        | Питтсбург Пингвинз | Питтсбург Пингвинз |
| ------------------ | ------------------------- | ------------------ | ------------------ |
| Вратари            |                           |                    |                    |
| Номер              | Гражданство               | Имя                |                    |
| 1                  | Соединённые Штаты Америки | Брент Джонсон      |                    |
| 29                 | Канада                    | Марк-Андре Флери   |                    |
| Защитники          |                           |                    |                    |
| Номер              | Гражданство               | Имя                |                    |
| 3                  | Соединённые Штаты Америки | Алекс Голигоски    |                    |
| 4                  | Чехия                     | Збынек Михалек     |                    |
| 5                  | Канада                    | Дерик Энгелланд    |                    |
| 7                  | Соединённые Штаты Америки | Пол Мартин         |                    |
| 44                 | Соединённые Штаты Америки | Брукс Орпик        |                    |
| 58                 | Канада                    | Крис Летанг        |                    |
| Нападающие         |                           |                    |                    |
| Номер              | Гражданство               | Имя                |                    |
| 9                  | Канада                    | Паскаль Дюпюи      |                    |
| 10                 | Канада                    | Марк Летестю       |                    |
| 11                 | Канада                    | Джордан Стаал      |                    |
| 14                 | Канада                    | Крис Кунитц        |                    |
| 17                 | Соединённые Штаты Америки | Майкл Рапп         |                    |
| 24                 | Канада                    | Мэтт Кук           |                    |
| 25                 | Канада                    | Максим Тальбо      |                    |
| 27                 | Канада                    | Крэйг Адамс        |                    |
| 45                 | Канада                    | Аррон Эшем         |                    |
| 48                 | Канада                    | Тайлер Кеннеди     |                    |
| 71                 | Россия                    | Евгений Малкин     |                    |
| 87                 | Канада                    | Сидни Кросби       |                    |

| Вашингтон Кэпиталз | Вашингтон Кэпиталз        | Вашингтон Кэпиталз | Вашингтон Кэпиталз |
| ------------------ | ------------------------- | ------------------ | ------------------ |
| Вратари            |                           |                    |                    |
| Номер              | Гражданство               | Имя                |                    |
| 1                  | Россия                    | Семён Варламов     |                    |
| 30                 | Чехия                     | Михал Нойвирт      |                    |
| Защитники          |                           |                    |                    |
| Номер              | Гражданство               | Имя                |                    |
| 4                  | Канада                    | Джон Эрскин        |                    |
| 23                 | Канада                    | Скотт Ханнан       |                    |
| 27                 | Канада                    | Карл Алзнер        |                    |
| 52                 | Канада                    | Майк Грин          |                    |
| 55                 | Канада                    | Джефф Шульц        |                    |
| 74                 | Соединённые Штаты Америки | Джон Карлсон       |                    |
| Нападающие         |                           |                    |                    |
| Номер              | Гражданство               | Имя                |                    |
| 8                  | Россия                    | Александр Овечкин  |                    |
| 16                 | Канада                    | Эрик Фер           |                    |
| 19                 | Швеция                    | Никлас Бэкстрём    |                    |
| 21                 | Канада                    | Брукс Лайх         |                    |
| 22                 | Соединённые Штаты Америки | Майк Кнубл         |                    |
| 25                 | Канада                    | Джейсон Чимера     |                    |
| 26                 | Соединённые Штаты Америки | Мэтт Хендрикс      |                    |
| 28                 | Россия                    | Александр Сёмин    |                    |
| 39                 | Соединённые Штаты Америки | Дэвид Стеккел      |                    |
| 83                 | Канада                    | Джей Бигл          |                    |
| 85                 | Канада                    | Мэтью Перро        |                    |
| 90                 | Швеция                    | Маркус Юханссон    |                    |

Из-за травм не приняли участия в игре Эрик Годард, Крис Коннер и Бен Лавджой у «Питтсбург Пингвинз», Том Поти и Тайлер Слоун у «Вашингтон Кэпиталз». 

## Интересные факты
- «Питтсбург Пингвинз» стала первой командой которая участвовала в двух «Зимних классиках» (2008 и 2011).
- Американский телеканал HBO произвел показ серий документальных фильмов «24/7 Penguins/Capitals: Road to the NHL Winter Classic». Авторы фильма получили почти неограниченный доступ к жизни двух хоккейных команд – «Питтсбург Пингвинз» и «Вашингтон Кэпиталз» в преддверии матча Зимней классики 2011.[4]
- Данный матч имеет самый высокий телевизионный рейтинг среди матчей «Зимней классики».[5]
- Впервые «Зимняя классика» транслировалась в формате 3D.[6]